# Arno Nadel
Arno Nadel (5 d'octubre de 1878 - març de 1943) va ser un musicòleg, compositor, dramaturg, poeta i pintor jueu. Arno Nadel va estudiar a Königsberg amb el mestre Eduard Birnbaum. El 1895 es va traslladar a Berlín i es matriculà al Hochschule für dau Wissenschaft des Judentums. Després de graduar-se va treballar a la Synagoge am Kottbusser Ufer com a educador i director de cor. Va treballar diversos anys en una antologia de música de sinagoga, que va acabar l'any 1938 i va intentar publicar en set volums. Nadel era també un prolific dramaturg i poeta. Als inicis de 1918, Nadel s'inicià al món de la pintura i creà diversos autoretrats i escenes bíbliques. El març de 1943 va ser deportat a Auschwitz, on va ser assassinat.

## Obres publicades
- Aus vorletzten und letzten Gründen. Berlin 1909
- Cagliostro. Berlin 1913
- Um dieses alles. München [u.a.] 1914
- Adam. Leipzig 1917
- Jacob Steinhardt. Berlin 1920
- Das Jahr des Juden. Berlin 1920 (together with Joseph Budko)
- "Rot und glühend ist das Auge des Juden". Berlin 1920
- Der Sündenfall. Berlin 1920
- Der Ton. Leipzig 1921
- Das gotische ABC. Berlin 1923
- Heiliges Proletariat. Konstanz 1924
- Die Erlösten. Berlin 1924
- Tänze und Beschwörungen des Weissagenden Dionysos. Berlin 1925
- Drei Augen-Blicke. Berlin 1932
- Das Leben des Dichters. Berlin 1935
- Der weissagende Dionysos. Heidelberg 1959; wieder 1986

Obres com a editor
- Jontefflieder. Berlin 1919
- Jüdische Volkslieder. Berlin (1920), Band 1,1 und 1,2
- Jüdische Liebeslieder. Berlin [u.a.] 1923
- Die Haggadah des Kindes. Berlin 1933
- Zemirōt šabat. Berlin 1937

Traduccions
- Samuel Lewin: Chassidische Legende. Charlottenburg 1924
- S. Ansky: Der Dybuk. Berlin 1921